# ميندي لوبيز
ميندي لوبيز (بالإنجليزية: Mendy López)‏ هو لاعب كرة قاعدة دومينيكاوي، ولد في 15 أكتوبر 1974 في Pimentel, Dominican Republic ‏ في جمهورية الدومينيكان.

## وصلات خارجية
- ميندي لوبيز على موقعبيزبول رفرنس.كوم (الدوري الرئيسي) (الإنجليزية)
- ميندي لوبيز على موقعبيزبول رفرنس.كوم (الدوري الثانوي) (الإنجليزية)
- ميندي لوبيز على موقع مشجعي الرسوم البيانية (الإنجليزية)